# Mandleshwar
Mandleshwar là một thị xã và là một nagar panchayat của quận West Nimar thuộc bang Madhya Pradesh, Ấn Độ.

## Địa lý
Mandleshwar có vị trí 22°11′B 75°40′Đ / 22,18°B 75,67°Đ Nó có độ cao trung bình là 153 mét (501 feet).

## Nhân khẩu
Theo điều tra dân số năm 2001 của Ấn Độ, Mandleshwar có dân số 11.345 người. Phái nam chiếm 51% tổng số dân và phái nữ chiếm 49%. Mandleshwar có tỷ lệ 68% biết đọc biết viết, cao hơn tỷ lệ trung bình toàn quốc là 59,5%: tỷ lệ cho phái nam là 76%, và tỷ lệ cho phái nữ là 59%. Tại Mandleshwar, 14% dân số nhỏ hơn 6 tuổi.